# Soraya Arnelas
 Soraya Arnelas  (født 13. september 1982) i Valencia de Alcantara, Cáceres, er en spansk sangerinde, som optræder under kunstnernavnet Soraya.
Soraya repræsenterede Spanien i Eurovision Song Contest i 2009 med sangen  La Noche Es Para Mí .